# Erna Siikavirta
Erna Siikavirta (née le 8 octobre 1977 à Espoo) est la claviériste du groupe de black mélodique Arthemesia.
C'est une ancienne membre des groupes finlandais Lordi sous le pseudonyme de Enary. Son personnage représentait une walkyrie (lors de la période Lordi), c’est-à-dire une gardienne du Valhala. Elle a commencé le piano à l'âge de 21 ans.

## Discographie

### AvecArthemesia
- 2009 : A.O.A

### AvecLordi
- 2002 : Get Heavy
- 2004 : The Monsterican Dream

### AvecDeathlike Silence
- 2007 : Vigor Mortis
- 2009 : Saturday Night Evil